# Музей костюма та моди (Лісабон)
Музей костюма та моди (порт. Museu Nacional do Traje e da Moda) — музей у Лісабоні, Португалія, присвячений історії розвитку костюмів, як з часом змінювалась мода. Колекція нараховує 33 тис. експонатів.
Музей було відкрито в 1977 році, проте ідея його створення з'явилась в 1974 р. Музей розташовано в палаці Monteiro-Mor Palace. Поруч з музеєм знаходиться ботанічний сад.
Моду в Європі тривалий час завдавав Париж, більшість модних туалетів та тканин закуповувалась в ньому. У Португалії ткацькі фабрики з'явились лише в XVIII столітті.
У першому залі представлені костюми епохи Рококо, який прийшов на зміну бароко. Сукня на каркасі з мереживним жабо, корсети, жіночий чоловічий костюм.
В наступному залі костюми початку XIX століття. Відбувається радикальна зміна моди, замість великих, масивних костюмів застосовуються легкий крій, із талією під груддю, парча та оксамит.
В іншому залі показано повернення в моду мотиви епохи Відродження, яке втілилось в рукави чудної форми, що мали назву «окіст» або «бараняча нога».
У залі з нижньою білизною наведені дамські хитрощі, які забезпечували правильну посадку сукні — корсети, подушечки, каркаси.
В останньому залі костюми ХХ століття — класичний костюм Шанель, сарафани хіпі, диско 80-х та шаль LV, що стала символом початку ХХІ століття.